# Adventure Island III
Adventure Island III (jap. 高橋名人の冒険島Ⅲ Takahashi Meijin no Bōken Jima Surī) – trzecia gra z serii Adventure Island, wyprodukowana przez Now Production i wydana przez Hudson Soft na konsolę Nintendo Entertainment System. Rozgrywka bardzo przypomina tę z poprzedniej części – Adventure Island II. Gra została wydana po raz pierwszy w Japonii 31 lipca 1992. Amerykańska wersja została wydana we wrześniu tego samego roku.
Wersja na konsolę Game Boy została wydana rok później. Wersja ta dodawała mapy w stylu gry Super Mario World, pozwalając bohaterowi powrócić do poprzednich plansz i odkryć ukryte przejścia. W Ameryce gra ta została nazwana Adventure Island II, ponieważ Gameboyowa wersja gry Adventure Island II otrzymała nazwę Adventure Island, gdyż pierwsza część gry nigdy nie została wydana na tę konsolę. Japońskie wersje gier na Gameboya zachowały oryginalną numerację.